# Croniades
Croniades là một chi bướm ngày thuộc họ Bướm nâu.